# جيمس ديفيس (عداء سريع)
جيمس ديفيس (بالإنجليزية: James Davis)‏ هو عداء سريع أمريكي، ولد في 19 مارس 1976 في تشامبيغن في الولايات المتحدة.

## وصلات خارجية
- جيمس ديفيس على موقع الاتحاد الدولي لألعاب القوى (الإنجليزية)